# Kirche Klein Plasten

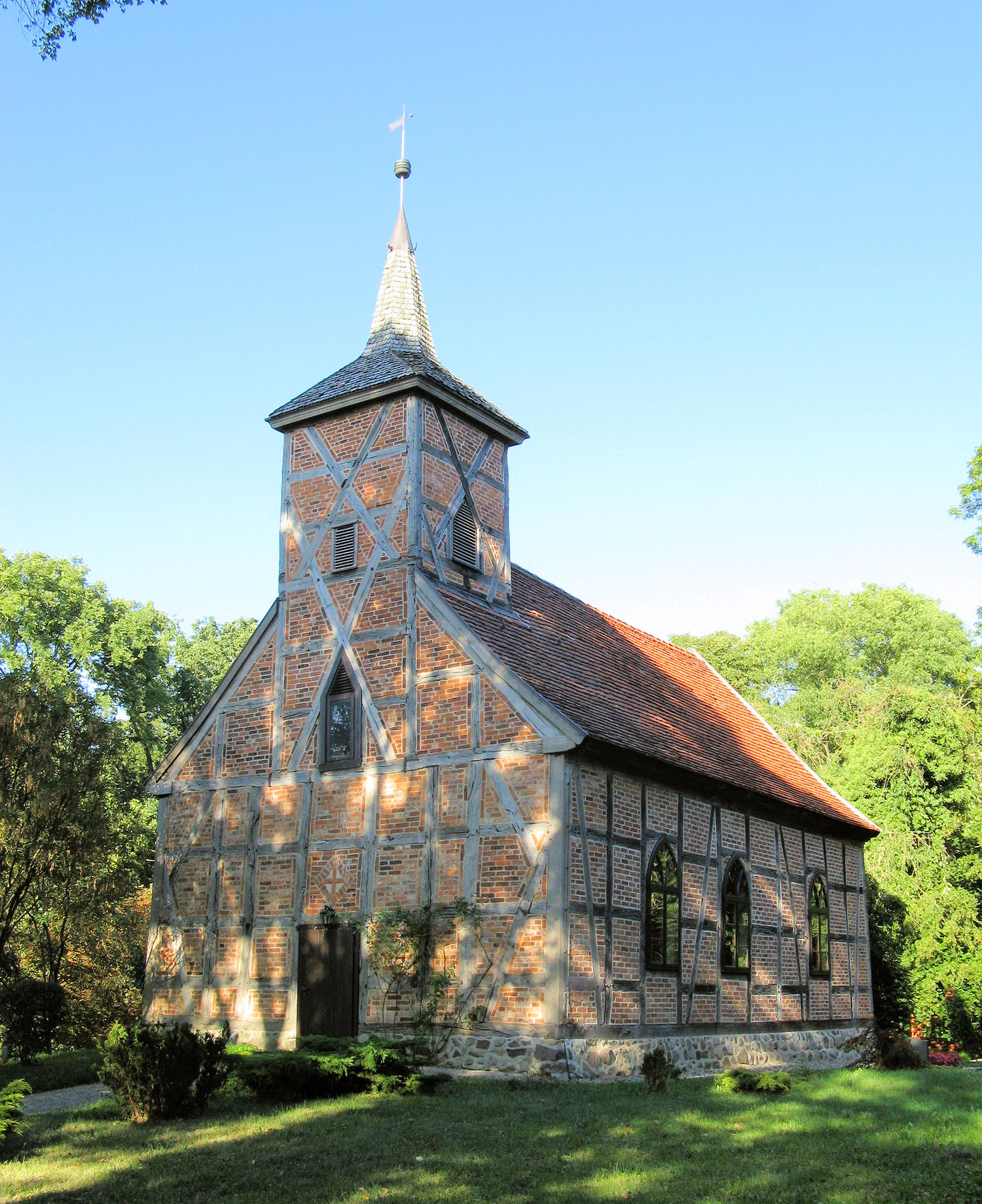
Fachwerkkirche

Die Kirche Klein Plasten ist ein denkmalgeschütztes Kirchengebäude in Klein Plasten, einem Ortsteil der Gemeinde Groß Plasten im Landkreis Mecklenburgische Seenplatte (Mecklenburg-Vorpommern).

## Geschichte und Architektur
Die rechteckige Saalkirche ist eine Stiftung der damaligen Gutsherrin Margarethe Elisabeth von Kamptz, geb. Langermann. Sie wurde 1731, in mit Ziegeln ausgefachtem Fachwerk errichtet. Sie steht auf einem Friedhof. Die Längsseiten sind durch je drei Fenster mit spitzbogigem Abschluss gegliedert. Im Giebel befinden sich zwei kleine, rechteckige Fenster. Der Innenraum wird durch ein flaches Holztonnengewölbe überspannt.
Der quadratische Dachturm im Westen ist ebenfalls in Fachwerk gehalten, er ist durch kleine Schallöffnungen gegliedert. Bekrönt wird er durch einen quadratischen Turmaufsatz mit spitzem Helm und einer Wetterfahne.
Unter dem Fußboden ist eine Gruft der Familie von Kamptz erhalten. Eine bemerkenswerte separate Grablege für die Familie Blücher befindet sich auf der Ostseite des Friedhofes.

## Ausstattung
- Der Kanzelaltar wurde in der Bauzeit der Kirche angefertigt. Der zugehörige Korb ist derzeit separat auf der rechten Seite vor den Kirchenbänken aufgestellt. Die entstandene Öffnung wurde mit Holz verkleidet und mit einem einfachen, rotbraunen Kreuz kaschiert.
- Die übrige Einrichtung ist schlicht, in hellen Farbtönen gehalten.
- Die Glocke im Dachturm wurde 1747 von Gottfried Wosack aus Stralsund gegossen. Eine zweite Glocke, 1794 von J.C. Meyer in Neustrelitz gegossen, wurde im 20. Jahrhundert zu Rüstungszwecken abgegeben.

## Gemeinde
Klein Plasten war stets Filialkirche der Pfarrkirche in Schloen (heute Schloen-Dratow). Zugehörig sind die Siedlung Rundling sowie Rockow (kommunal Ortsteil von Möllenhagen). Sie ist Teil der verbundenen Kirchgemeinde Schloen-Varchentin, zusammen mit den Kirchen in Deven, Groß Dratow, Groß Plasten, Schloen und Varchentin. Die Kirchgemeinde gehört zur  Kirchenregion Müritz in der Propstei Neustrelitz, Kirchenkreis Mecklenburg der Evangelisch-Lutherischen Kirche in Norddeutschland.